# ワルドー・フォン・エリック
ワルドー・フォン・エリック（Waldo Von Erich、本名：Walter Paul Sieber、1933年10月2日 - 2009年7月5日）は、カナダ・オンタリオ州トロント出身のプロレスラー。
フリッツ・フォン・エリックの「弟」を名乗り（実際には血縁関係はない）、ナチス・ギミックのドイツ人ヒールとして活躍した。

## 来歴
YMCAにてレスリングのトレーニングを積み、1950年にカルガリーにて17歳でデビュー。ワルドー・フォン・ジーバー（Waldo Von Sieber）またはカール・フォン・ジーバー（Karl Von Seiber）の名義でカナダ各地を転戦後にアメリカへ進出し、1950年代後半にフリッツ・フォン・エリックと邂逅。ワルドー・フォン・エリック（Waldo Von Erich）と改名してフリッツとの兄弟タッグチームを結成し、1958年10月にミッドアトランティック地区のNWA南部タッグ王座を獲得した。
フリッツとのコンビを一時解消後、1960年代初頭は、ミスターM（Mr. M）、ザ・グレート・ズィム（The Great Zim）、ザ・グリーン・ホーネット（The Green Hornet）、エル・ティグレ（El Tigre）などのリングネームで覆面レスラーに変身したこともある。素顔のワルドー・フォン・エリックに戻っての1963年には、中西部の各地にてウイルバー・スナイダー、カウボーイ・ボブ・エリス、クラッシャー・リソワスキー、ザ・シークらと対戦した。
1964年、ニューヨークのWWWFに参戦。8月22日、9月21日、10月19日のマディソン・スクエア・ガーデン定期戦において、ブルーノ・サンマルチノのWWWF世界ヘビー級王座に３連続挑戦した。初戦で時間切れ引き分けして名を挙げ、二戦目はリングアウト負け、三戦目で完全に負けて役目を終えた。翌1965年2月4日にはジン・キニスキーと組んでジェリーとルークのグラハム兄弟からUSタッグ王座を奪取。同年8月2日のMSG定期戦では、当時WWWFでベビーフェイスのポジションにいたジョニー・バレンタインと対戦している。
1966年より、フリッツがテキサス州ダラスにて設立したNWAビッグタイム・レスリングにてフォン・エリック・ブラザーズを再結成。1967年2月21日にアル・コステロ&カール・フォン・ブラウナー、9月11日にブルート・バーナード&マイク・パドーシスを破り、NWAアメリカン・タッグ王座を2度に渡って獲得した。
その間の同年4月、日本プロレスの『第9回ワールドリーグ戦』に「ドイツ代表」として初来日。ザ・デストロイヤーに次ぐ外国人陣営の2番手となって優勝戦線を撹乱した。5月開幕の『アイアンクロー・シリーズ』にも残留出場し、シリーズのエースとして参戦したフリッツとの兄弟タッグを日本でも実現させ、5月23日に大阪府立体育館にて、ジャイアント馬場&吉村道明のインターナショナル・タッグ王座に挑戦している。翌1968年1月には、グレート東郷のブッキングでTBS体制下の国際プロレスに来日、ナチス・ギミックの先達であるハンス・シュミットともタッグを組んだ。
1960年代末はオーストラリア（ジム・バーネットが主宰していたワールド・チャンピオンシップ・レスリング）にも遠征。1969年4月4日、シドニーにおいてマリオ・ミラノと組み、ドン・レオ・ジョナサン&アントニオ・プリエーゼからIWA世界タッグ王座を奪取している。帰米後は1971年3月、中南部のNWAトライステート地区にてカール・フォン・ブラウナーをパートナーに、ビル・ワット&ビリー・レッド・ライオンを下して同地区のUSタッグ王座を獲得した。
以後、1970年代はシングル・プレイヤーとしての活動に専念し、1971年4月より五大湖エリアのNWFに登場。同年11月20日、オハイオ州クリーブランドにてジョニー・パワーズを破り第2代のNWF世界ヘビー級王者となった（12月8日にドミニク・デヌーチに王座を奪われるが、翌1972年1月5日に奪回。6月9日にアーニー・ラッドに敗れるまでタイトルを保持した）。
1972年の秋には日本プロレスに再来日し、10月18日に高崎にて坂口征二のUNヘビー級王座に挑戦している。1973年から1974年にかけては再びオーストラリアにて活動、スパイロス・アリオンからNWA豪亜ヘビー級王座を奪取し、タッグではヒロ・トージョーことサムソン・クツワダとの日独戦犯コンビで活躍した。1975年は第2次政権時代のサンマルチノを狙い、フレッド・ブラッシーをマネージャーに迎えて久々にWWWFに登場。8月27日にはペンシルベニア州ハンブルクにてアンドレ・ザ・ジャイアントとも対戦した。
1976年9月、NWFでの抗争相手でもあったアブドーラ・ザ・ブッチャーと共に全日本プロレスに来日。9月30日に岩手県営体育館にて、ブッチャーと組んで馬場&ジャンボ鶴田のインターナショナル・タッグ王座に挑み、大木金太郎のアジアヘビー級王座にも2回挑戦した。1977年には覆面レスラーのザ・グレート・ズィムとして、NWAトライステート地区にてテッド・デビアスから北米ヘビー級王座を奪取したが、同年3月1日、ディック・マードックに敗れて王座から陥落。これが最後のタイトル戴冠となり、1979年に引退した。
晩年は地元オンタリオのケンブリッジを拠点とするインディー団体ICWに参画していた。後進の育成も手掛け、ブライアン・キャノン、エリック・ヤング、ザ・ハイランダーズなどを指導した。2009年7月5日、オンタリオ州キッチナーの病院にて死去。75歳没。
なお、1980年代後半にダラスのWCCWでワルドーの息子と称するランス・フォン・エリック（ウィリアム・ヴォーン）がフォン・エリック兄弟（ケビン、ケリー）の従兄弟として活動していたが、フリッツとワルドーの兄弟設定と同様にギミック上のフィクションであり、ワルドーやフォン・エリック・ファミリーとの血縁関係はない。　

## 得意技
- ブリッツクリーグ・ダイブ（Blitzkrieg Dive）
- プロシアン・ドロップ
- アイアン・クロー

## 獲得タイトル
ミッドアトランティック・チャンピオンシップ・レスリング
- NWA南部タッグ王座（ミッドアトランティック版）：1回（w / フリッツ・フォン・エリック）[4]

NWAビッグタイム・レスリング
- NWAテキサス・ヘビー級王座：1回[25]
- NWAテキサス・ブラスナックル王座：2回[26]
- NWAアメリカン・タッグ王座：2回（w / フリッツ・フォン・エリック）[9]

NWAトライステート
- NWA北米ヘビー級王座（トライステート版）：1回[21]
- NWA USタッグ王座（トライステート版）：1回（w / カール・フォン・ブラウナー）[14]

スタンピード・レスリング
- NWAカナディアン・ヘビー級王座（カルガリー版）：2回[27]

ワールド・ワイド・レスリング・フェデレーション
- WWWF USタッグ王座：1回（w / ジン・キニスキー）[8]

ナショナル・レスリング・フェデレーション
- NWF世界ヘビー級王座：2回[15]
- NWF北米ヘビー級王座：1回[28]

ワールド・チャンピオンシップ・レスリング（オーストラリア）
- IWA世界タッグ王座：2回（w / マリオ・ミラノ、ザ・スポイラー）[13]
- NWA豪亜ヘビー級王座：1回[17]
- NWA豪亜タッグ王座：1回（w / ヒロ・トージョー）[29]